# Distretto di Isernia
Il distretto di Isernia fu una delle suddivisioni amministrative del Regno delle Due Sicilie, subordinate alla provincia di Molise, soppressa nel 1860.

## Istituzione e soppressione
Fu costituito con la legge 132 del 1806 Sulla divisione ed amministrazione delle province del Regno, varata l'8 agosto di quell'anno da Giuseppe Bonaparte. Nel settembre successivo, fu sancita la separazione amministrativa del Molise dalla Capitanata (legge 189 del 27 settembre 1806). La definizione dei confini tra le due province, però, fu completata solo nel 1811 e, di conseguenza, anche i confini del distretto di Isernia furono ridisegnati: si ebbero, infatti, modifiche territoriali che portarono alla cessione (al distretto di Campobasso) di comuni e casali. Con l'occupazione garibaldina e l'annessione al Regno di Sardegna del 1860, l'ente fu soppresso.

## Suddivisione in circondari
Il distretto era suddiviso in successivi livelli amministrativi gerarchicamente dipendenti dal precedente. Al livello immediatamente successivo, infatti, individuiamo i circondari, che, a loro volta, erano costituiti dai comuni, l'unità di base della struttura politico-amministrativa dello Stato moderno. A questi ultimi potevano far capo i casali, centri a carattere prevalentemente rurale. I circondari del distretto di Isernia al momento della loro istituzione nel 1811 ammontavano a nove ed erano i seguenti:
1. Circondario di Isernia:
  - Isernia
  - Fornelli
  - Macchia d'Isernia
  - Miranda
  - Pesche
  - Sessano
2. Circondario di Carovilli:
  - Carovilli
  - Castiglione di Carovilli (attualmente frazione di Carovilli)
  - Pescolanciano
  - San Pietro Avellana
  - Chiauci
3. Circondario di Agnone:
  - Agnone
  - Belmonte del Sannio
  - Pietrabbondante
4. Circondario di Capracotta:
  - Capracotta
  - Vastogirardi
  - Sant'Angelo del Pesco
  - Pescopennataro
  - Castel del Giudice
5. Circondario di Frosolone:
  - Frosolone
  - Sant'Elena Sannita
  - Duronia
  - Civitanova del Sannio
6. Circondario di Castelpetroso:
  - Castelpetroso
  - Carpinone
  - Sant'Angelo in Grotte (attualmente frazione di Santa Maria del Molise)
  - Macchiagodena
  - Roccamandolfi
7. Circondario di Boiano:
  - Boiano
  - San Massimo
  - Cantalupo nel Sannio
  - San Polo Matese
  - Campochiaro
  - Guardiaregia
8. Circondario di Monteroduni:
  - Monteroduni
  - Pettoranello del Molise
  - Sant'Agapito
  - Castelpizzuto
  - Longano
9. Circondario di Forli (in precedenza Circondario di Rionero[3]):
  - Rionero Sannitico
  - Roccasicura
  - Acquaviva d'Isernia
  - Montenero Val Cocchiara
  - Forli del Sannio

*Furono in seguito creati i circondari di Carpinone e Cantalupo a scapito Castelpetroso e Monteroduni.